# Norrtjärnsjön
Norrtjärnsjön är en sjö i Örnsköldsviks kommun i Ångermanland och ingår i Moälvens huvudavrinningsområde. Sjön har en area på 0,113 kvadratkilometer och ligger 17,9 meter över havet. Sjön avvattnas av vattendraget Åtebäcken.

## Delavrinningsområde
Norrtjärnsjön ingår i det delavrinningsområde (701918-163666) som SMHI kallar för Mynnar i Kallån. Medelhöjden är 83 meter över havet och ytan är 12,59 kvadratkilometer. Det finns ett avrinningsområde uppströms, och räknas det in blir den ackumulerade arean 17,46 kvadratkilometer. Åtebäcken som avvattnar avrinningsområdet har biflödesordning 3, vilket innebär att vattnet flödar genom totalt 3 vattendrag innan det når havet efter 12 kilometer. Avrinningsområdet består mestadels av skog (70 procent) och öppen mark (11 procent). Avrinningsområdet har 0,43 kvadratkilometer vattenytor vilket ger det en sjöprocent på 3,4 procent.